# Lactifluus vellereus
Lactifluus vellereus (Elias Magnus Fries, 1838 ex Otto Kuntze, 1891) sin. Lactarius vellereus (Elias Magnus Fries, 1821 ex Elias Magnus Fries, 1838), este o specie de ciuperci necomestibile din încrengătura Basidiomycota în familia Russulaceae și de genul Lactifluus, denumit în popor râșcov pâslos. Acest burete coabitează, fiind un simbiont micoriza (formează micorize pe rădăcinile arborilor). În România, Basarabia și Bucovina de Nord crește în șiruri sau cercuri mari, preferind locuri călduroase și sol nu acru, în păduri de conifere mai ales sub pini și molizi precum în cele foioase pe lângă carpeni, fagi și stejari, de la câmpie la munte, din (iunie) iulie până în octombrie (noiembrie).

## Taxonomie

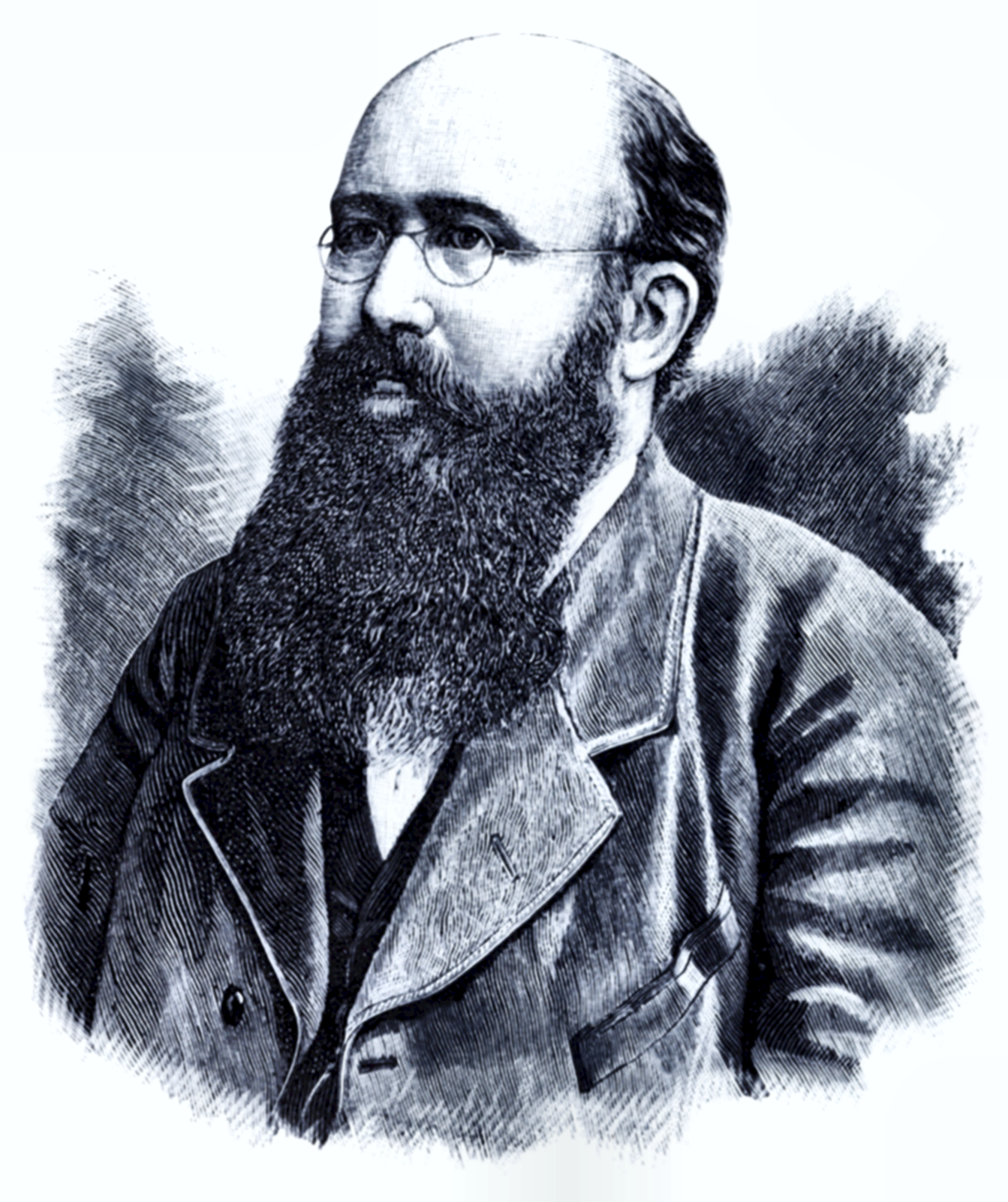
Otto Kuntze

Specia a fost descrisă pentru prima oară ca Agaricus vellereus de renumitul savant suedez Elias Magnus Fries în volumul 1 al trilogiei sale Systema Mycologicum din anul 1821. În 1838, tot Fries a schimbat numele binomial în Lactarius vellereus, transferându-l corect la genul Lactarius, de verificat în lucrarea sa Epicrisis systematis mycologici, seu synopsis hymenomycetum. Acest taxon este valabil până în prezent (2018).
Denumirea Lactifluus vellereus, propusă de micologul german Otto Kuntze în volumul 2 al operei sale Revisio generum plantarum:vascularium omnium atque cellularium multarum secundum leges nomenclaturae internationales cum enumeratione plantarum exoticarum in itinere mundi collectarum  din 1891. Datorită unor diferențe ADN, descrise în numărul 51 al jurnalului Scripta Botanica Belgica din 2013, micologele belgiene Annemieke Verbeken și Jorinde Nuytinck au preluat taxonul lui Kuntze, fiind numele curent acceptat (2020), astfel de exemplu de Index Fungorum, dar nu de Mycobank.
Au mai avut loc multe încercări de redenumire care însă nu s-au impus și sunt neglijabile.

## Descriere
Ea este cea mai mare lăptucă.

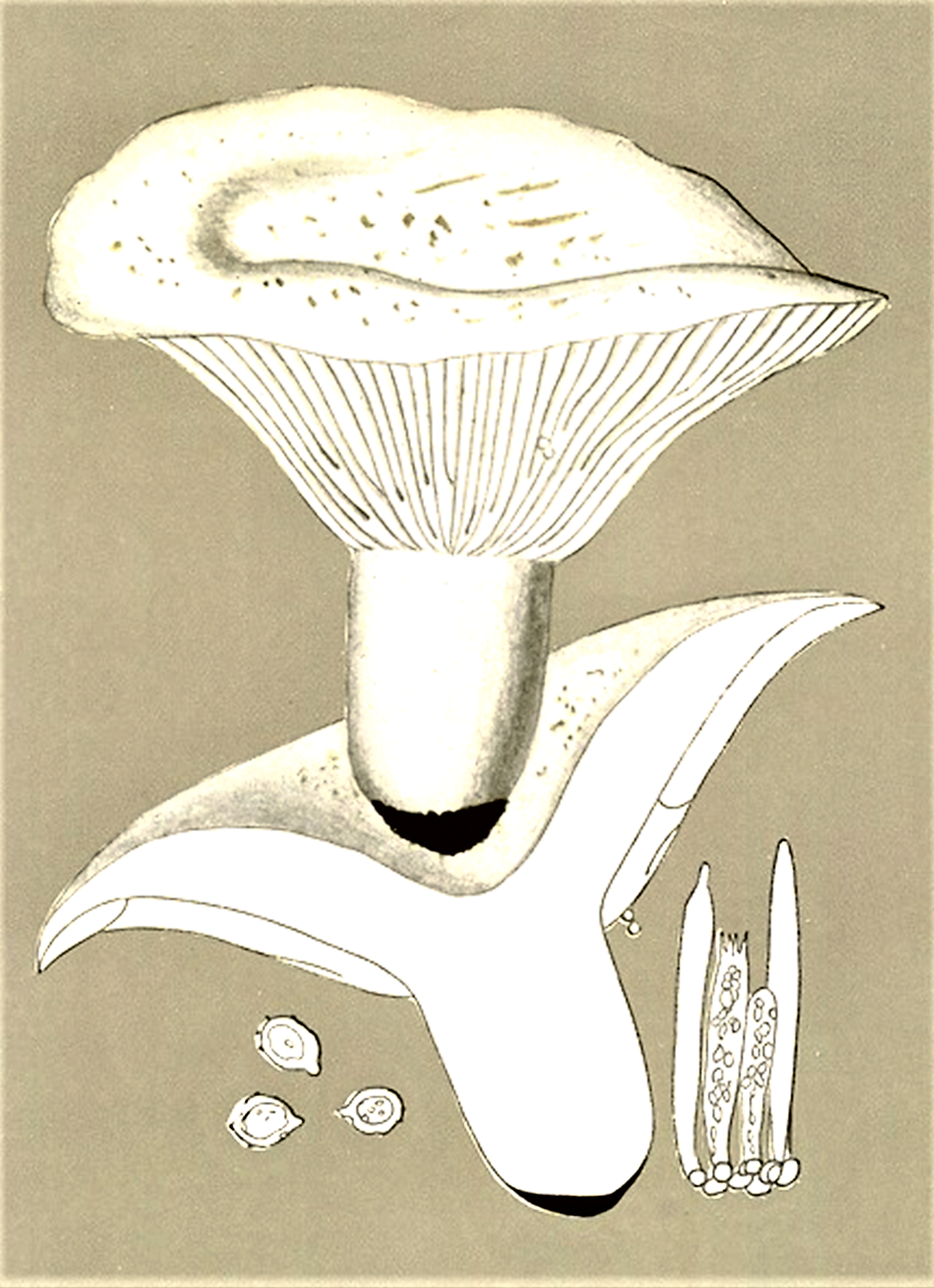
Bres.: Lactarius vellereus

- Pălăria: are un diametru de 10-25 (30) cm, este cărnoasă, tare dar fragilă, inițial convexă, în centru ușor adâncită și cu marginea răsfrântă spre picior, apoi din ce în ce mai plată și la deplină maturitate ia formă de pâlnie adâncă, fiind atunci ondulată și îndoită la margine. Cuticula este uscată, acoperită de un puf foarte fin în tinerețe, devenind mai târziu lânos-împâslită în special spre margine și la bătrânețe goală cu tendința de a crăpa. Coloritul este la început alb ca calcarul, la maturitate albicios cu nuanțe mai mult sau mai puțin ocru-gălbuie.
- Lamelele: sunt subțiri, clar bifurcate, semi-înalte, stau în tinerețe foarte dens, prezentându-se la maturitate mult mai distanțate una de alta, inițial aderate la picior și în bătrânețe decurente de-a lungul lui. Ele sunt la început de culoare albicioasă care schimbă mai târziu spre ocru-gălbui, câteodată chiar și spre roșiatic ca carnea de vițel.
- Piciorul: este destul de scurt în relație cu pălăria, dar gros cu o înălțime de 4-7 cm și o lățime de 2-4 (5) cm, fiind puternic și dur, cilindric, ușor bont cu suprafață netedă, uneori acoperit de un puf fin. Culoarea este albă până slab galbenă, devenind la strivire ocru-roșiatică.
- Carnea: este albă, foarte compactă, dură dar fragilă și conține mult suc alb și lipicios în tinerețe care se decolorează în timpul uscării gălbui. Mirosul este aproape imperceptibil, dar gustul este foarte iute, amărui și zgârcind. Iuțirea provine de la alcaloidul unei rășini numită piperină. Interesant este, că latexul secretat este destul de dulceag, numai ușor amărui.
- Laptele: este alb. Când se usucă, de exemplu pe sticlă, se transformă în gălbui de sulf. Probe tinere eliberează mult lapte, dar în stare mai uscată, aproape că nu se găsește.
- Caracteristici microscopice: are spori ovoidali cu o mărime de 7,5–9,5 × 6,5–8,5 microni, ușor ornamentați, suprafața fiind acoperită de niște negi mici care sunt parțial reticulați între ei. Pulberea sporilor este albicioasă. Cistidele sunt elipsoidale până bulboase și sunt rotunjite la vârf.[3][4]
- Reacții chimice: Buretele se colorează cu guaiacol roz-lila, apoi roșu de vin până purpuriu-negricios cu tonuri gri-brune, cu sulfat de fier  imediat roz, după 10 minute murdar carmin și cu tinctură de Guaiacum imediat și rămânând verde, dar cuticula de arătând mai deschisă, gri-verzuie.[10][11]

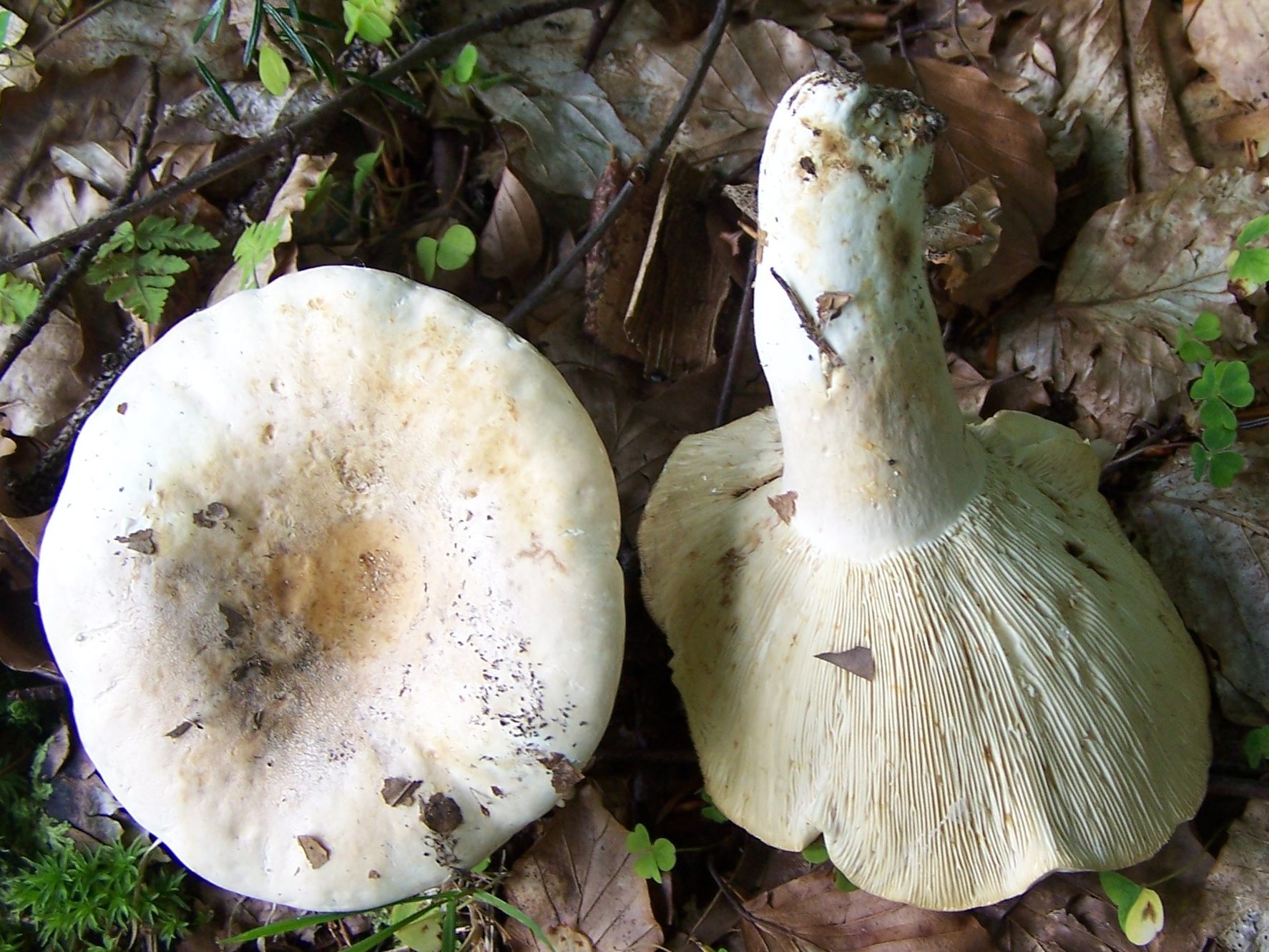
L. vellereus, aspect de sus și dedesubt
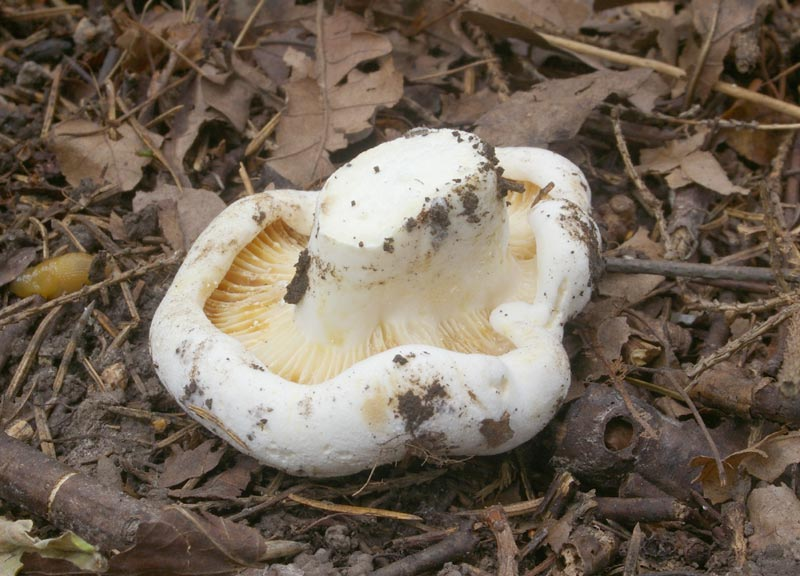
L. vellereus tânăr
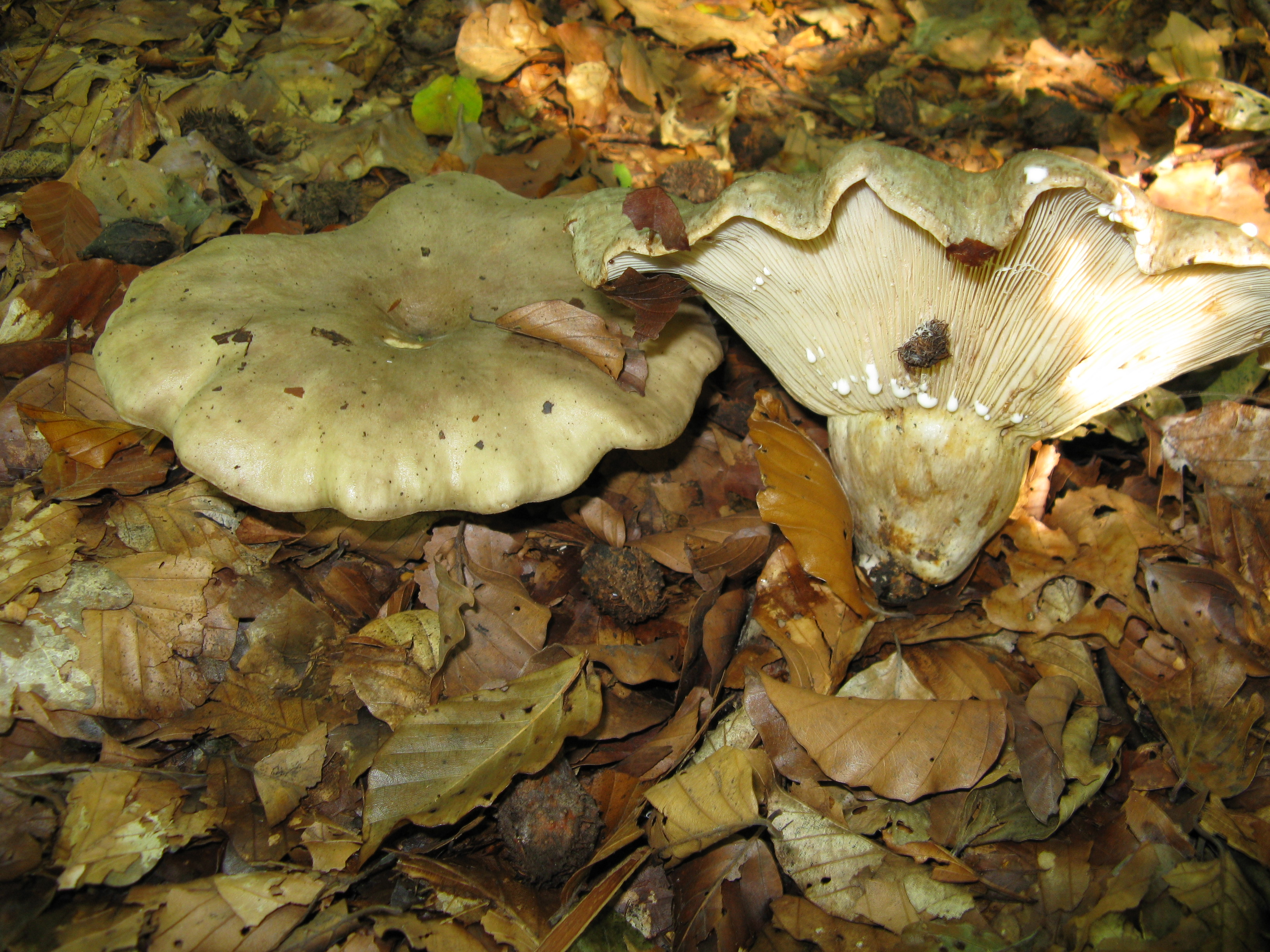
L. vellereus bătrâni

## Confuzii
Cel mai ușor buretele poate fi confundat cu gemenul său Lactarius piperatus (comestibil, iute, dar bine de preparat, lamele mai strânse, cuticulă netedă) sau cu Lactarius pubescens (otrăvitor, extrem de iute, se dezvoltă în afară de păduri prin iarbă sub mesteceni, cu cuticulă albicioasă până palid rozalie, marginea piciorului fiind neregulat ondulată precum pletoasă cu franjuri, miros de mușcată).
Dacă se ia în considerare mărimea, iuțimea precum laptele alb ale acestei ciuperci, ea poate fi confundată numai cu puține alte specii relativ inofensive, de exemplu cu: Lactarius controversus (necomestibil fiind extrem de iute, crește sub plopi sau anini, pălărie cu zone rozalii precum lamele cu benzi palid-roșiatice), Lactarius glaucescens, sin. Lactarius pergamenus (comestibil dar iute, se dezvoltă numai în păduri de foioase, mai mic și subțire, se decolorează după tăiere gălbui), Lactarius pallidus (necomestibil),  sau Lactarius trivialis sin. Lactarius bertillonii var. queletii (necomestibil pentru că prea iute, se dezvoltă numai în foioase, cu mare drag sub castani, lamele foarte îndepărtate, buretele original cu cuticula colorată spre gri-roz, variația queletii însă este albă).
Posibilă este de asemenea o confundare cu două ciuperci fără suc din genul Russula: Russula delica și surata ei foarte apropiată Russula chloroides.

## Specii de ciuperci asemănătoare în imagini

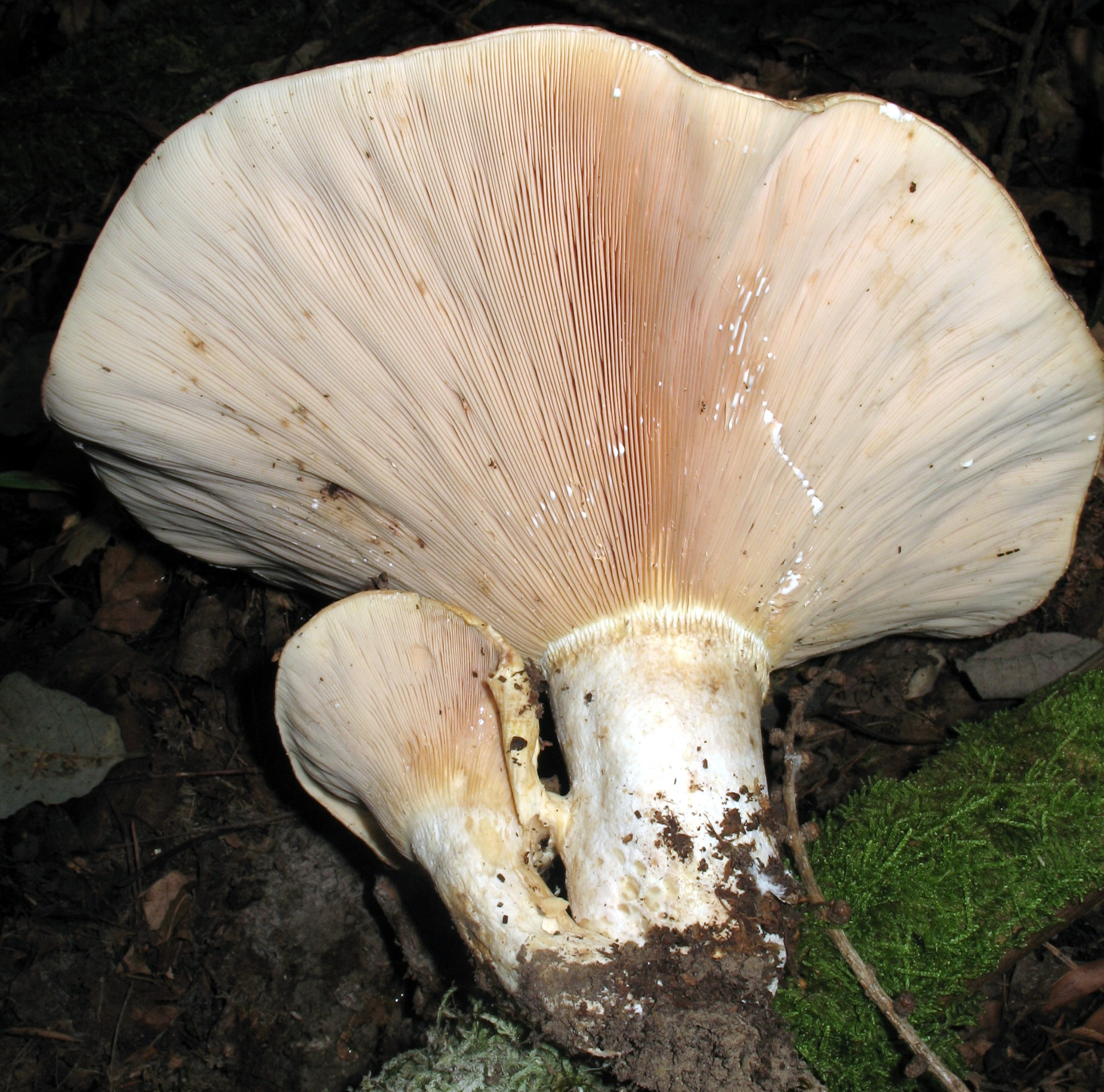
Lactarius controversus
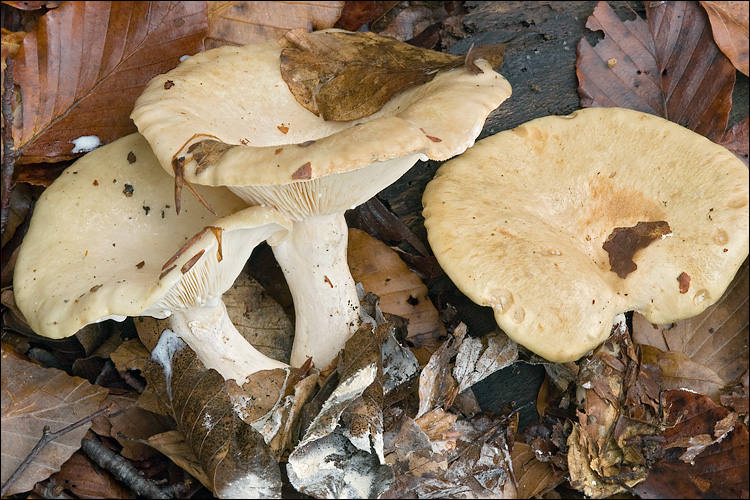
Lactarius pallidus
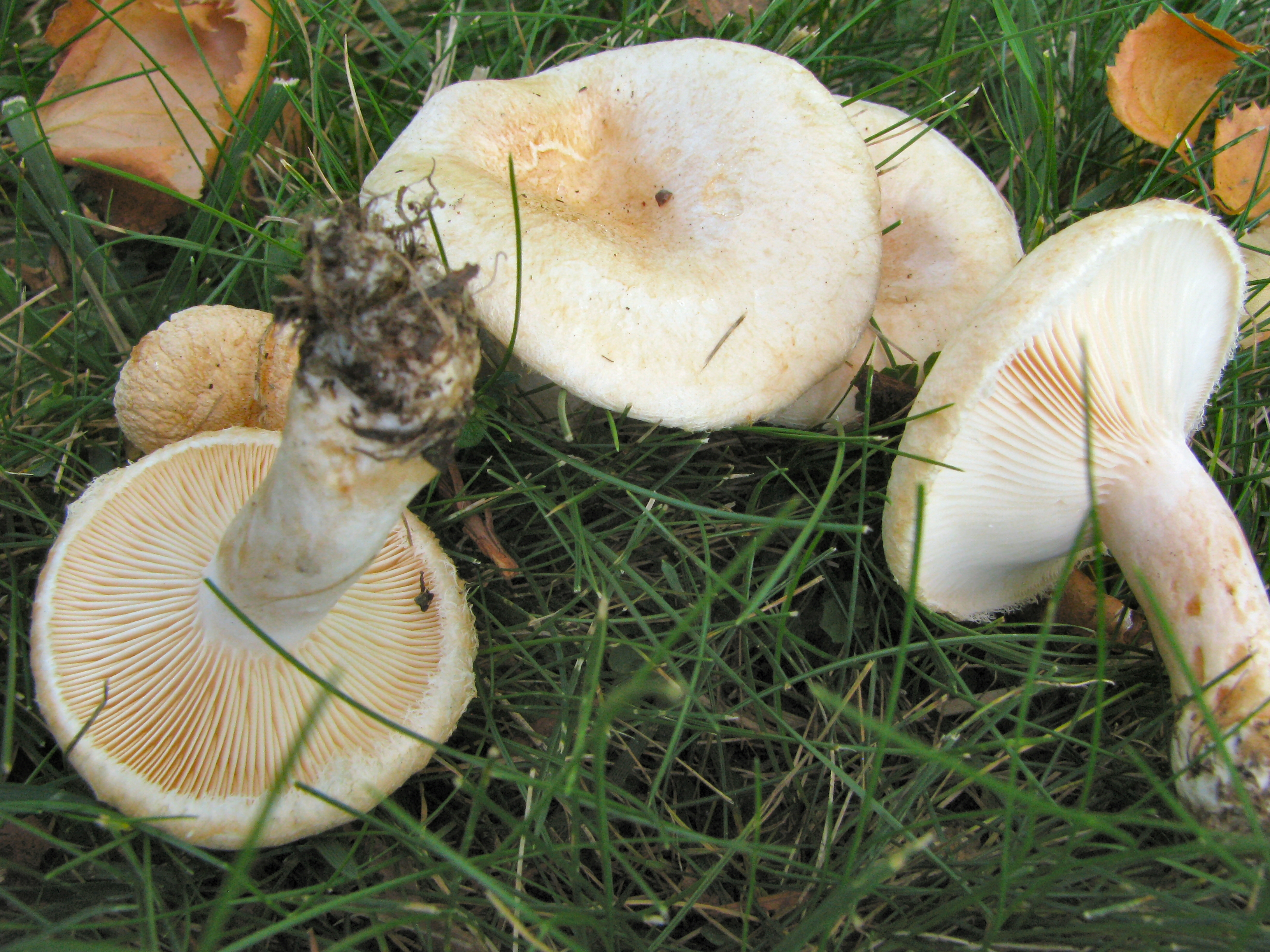
Lactarius pubescens
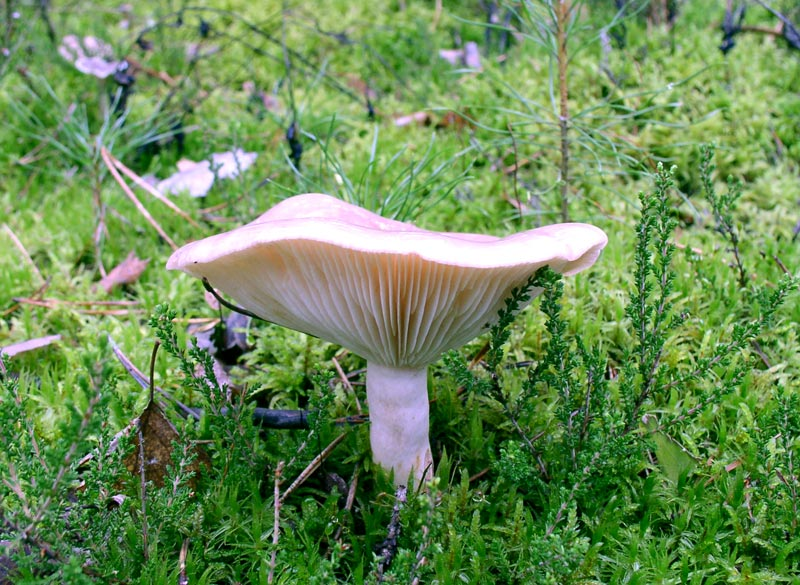
Lactarius trivialis sin. bertillonii
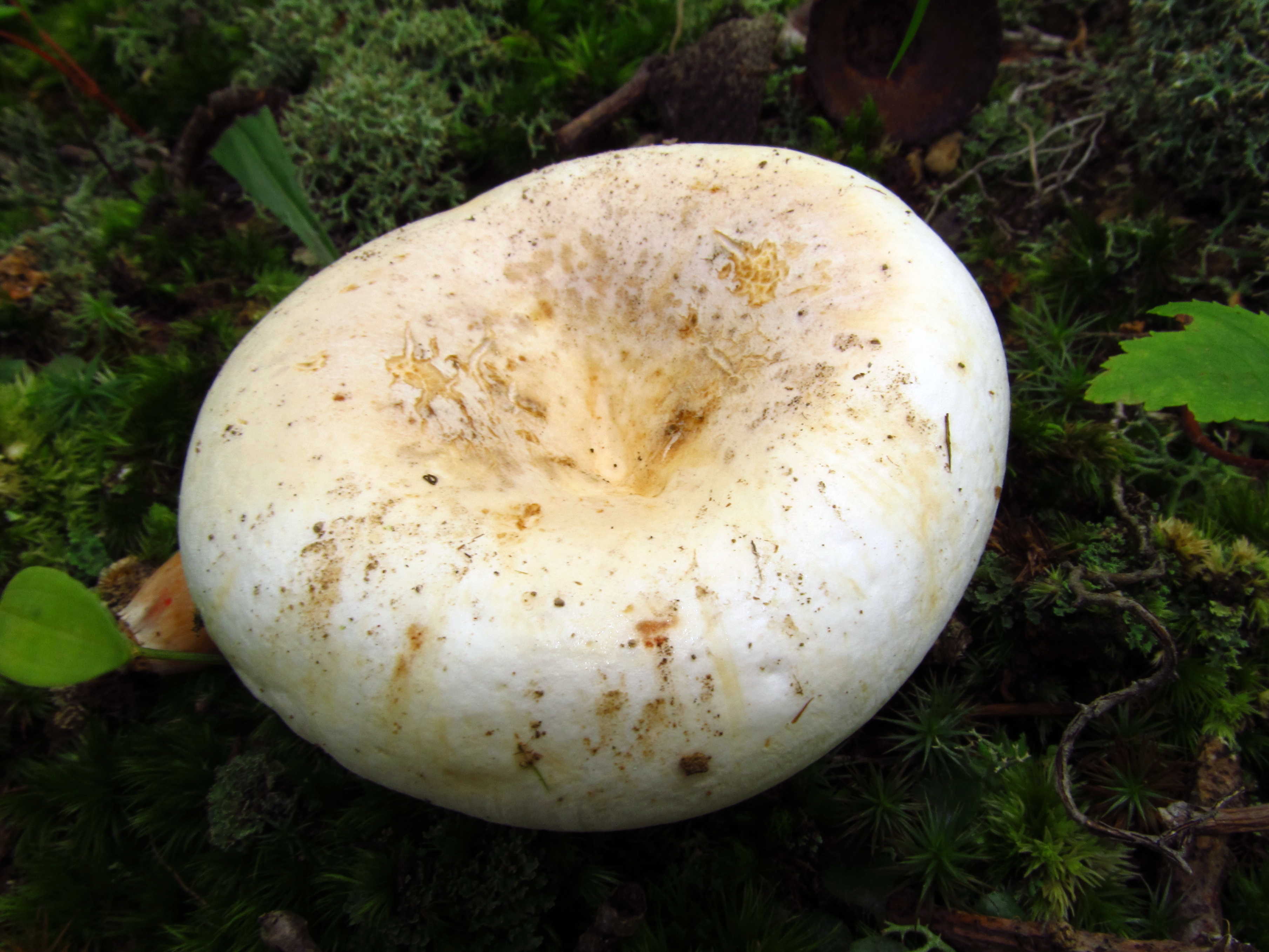
Lactifluus glaucescens, sin. Lactarius pergamenus
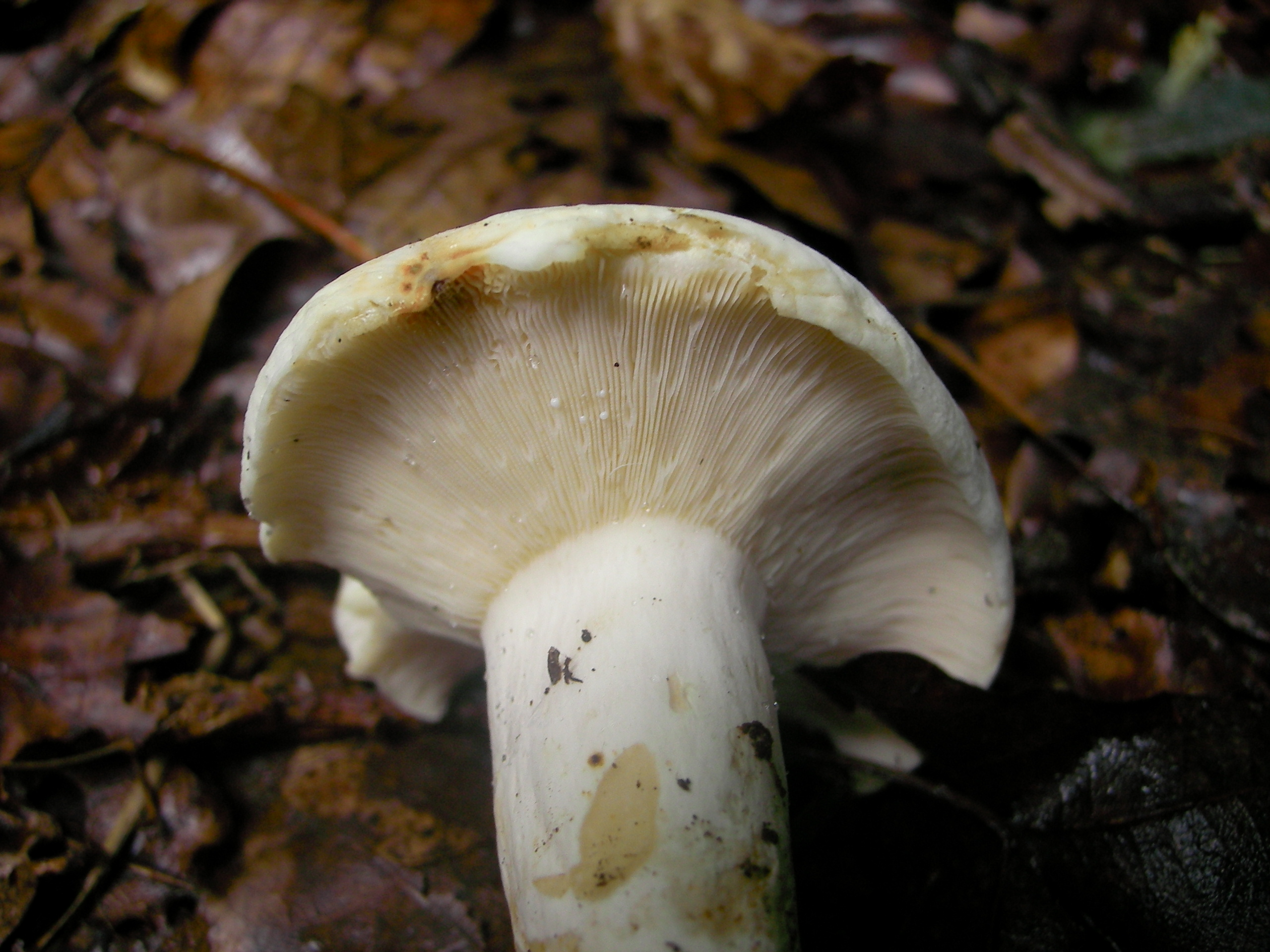
Lactifluus piperatus
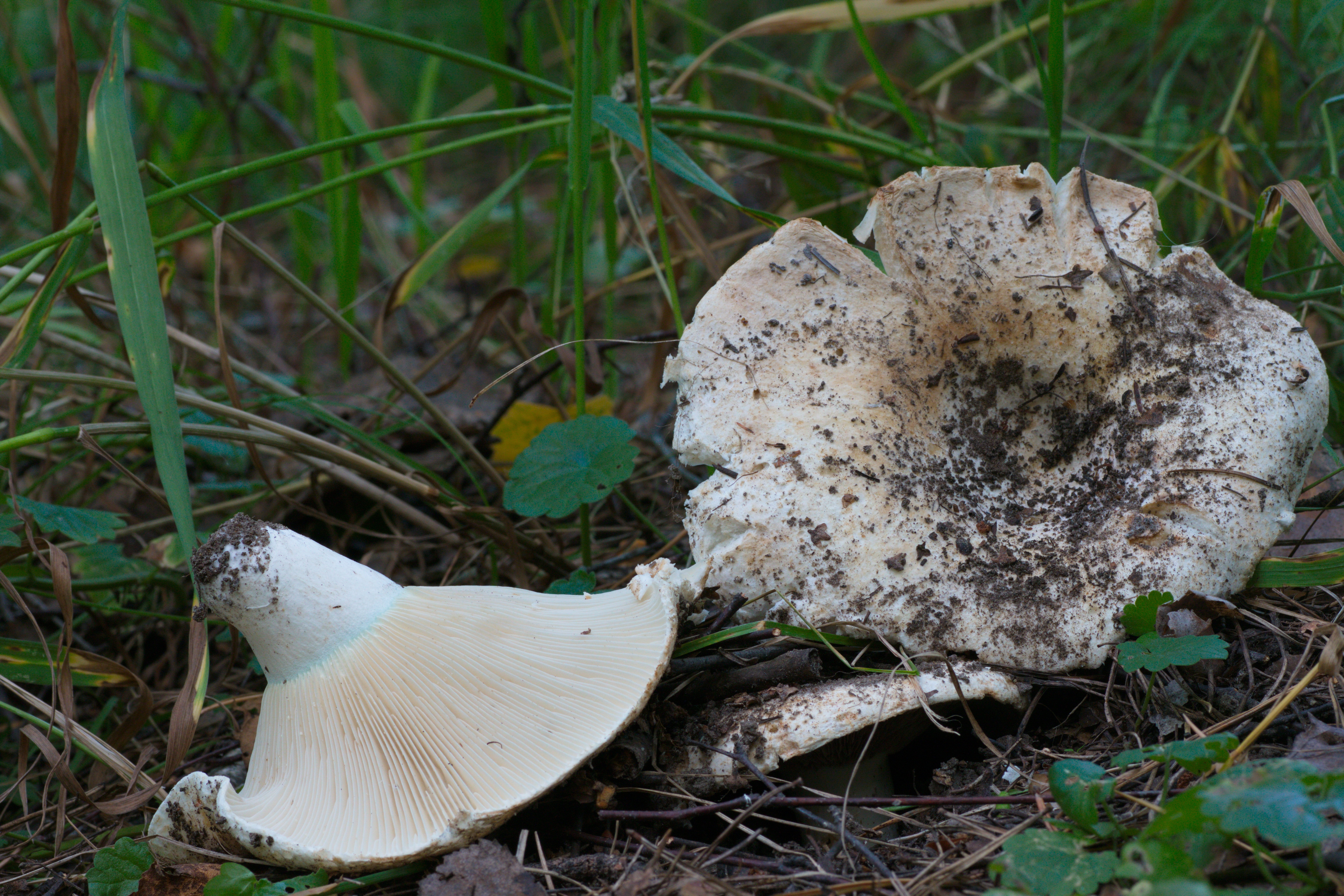
Russula chloroides
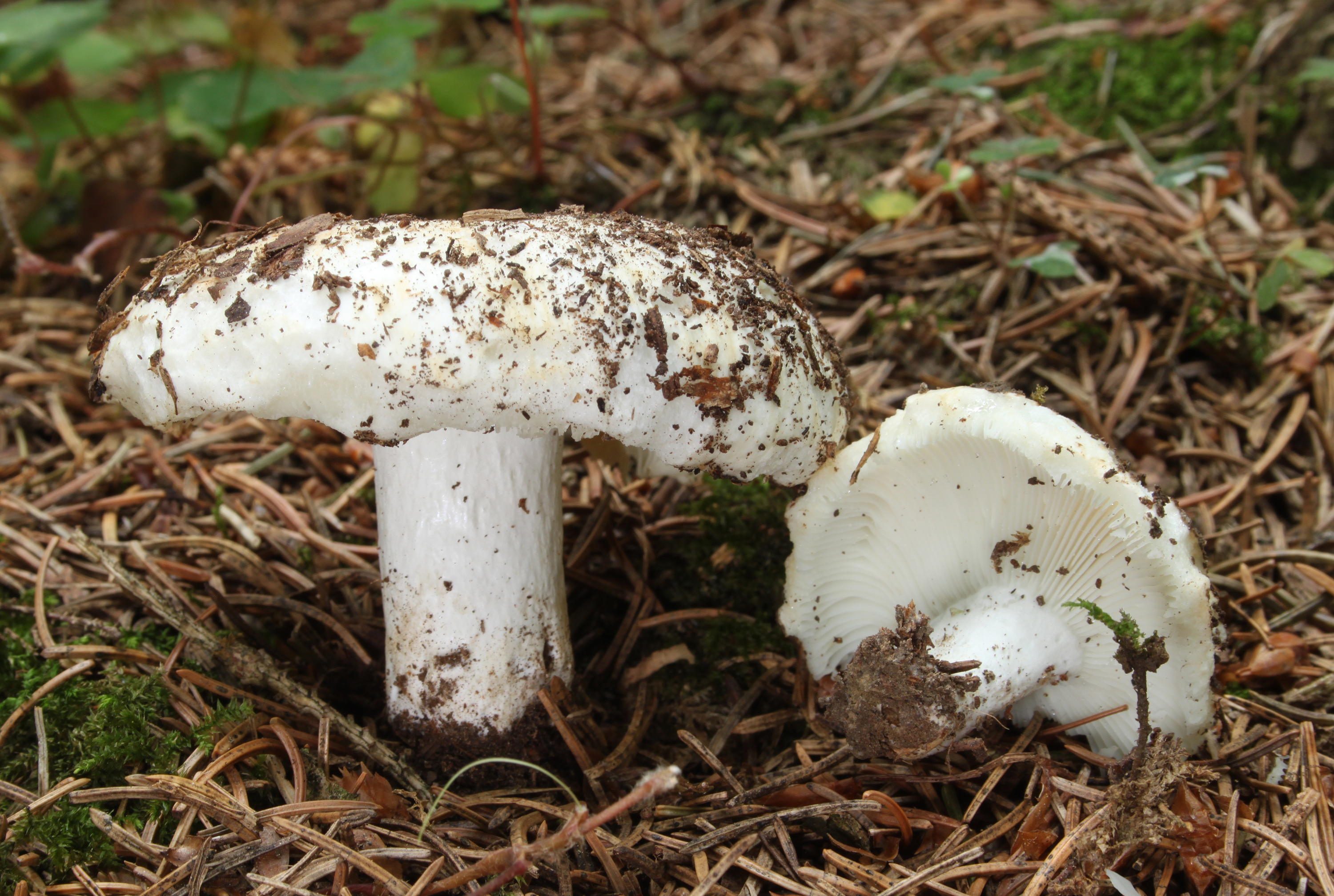
Russula delica

## Valorificare
Această specie este din cauza gustului absolut necomestibilă.